# الکس هایدوک-ویلسون
الکس هایدوک-ویلسون (انگلیسی: Alex Haydock-Wilson؛ زادهٔ ۲۸ ژوئیهٔ ۱۹۹۹) دونده سرعت اهل بریتانیا است.
وی در مسابقات کشوری و بین‌المللی در مجموع برندهٔ ۲ مدال طلا، ۲ مدال برنز شده است.